# Derechos de los niños en Irán
La República Islámica de Irán firmó la Convención sobre los Derechos del Niño en 1991, y la ratificaron en 1994. Después de la ratificación, Irán hizo la siguiente relativización: «Si el texto de la convención es o se vuelve incompatible con las leyes domésticas y los estándares islámicos en algún momento o en cualquier caso, el Gobierno de la República Islámica no lo cumplirá».
Aunque Irán está obligado por la convención en virtud del Derecho internacional público, organizaciones internacionales de derechos humanos y gobiernos de otros países han criticado a Irán por fallar en cumplir su obligación con el trato.

## Historia
La Asamblea General de la Sociedad de las Naciones, en la que Irán fue un miembro fundador, respaldó la Declaración de los Derechos del Niño el 26 de noviembre de 1924. En 1959, la Asamblea General de las Naciones Unidas adoptó la declaración de los Derechos del Niño sin un voto
Irán firmó la Convención de los Derechos del Niño el 5 de septiembre de 1991. La Asamblea Consultiva Islámica ratificó el trato el 13 de julio de 1994. En adición, Irán firmó y ratificó el Protocolo facultativo de la Convención sobre los Derechos del Niño relativo a la venta de niños, la prostitución infantil y la utilización de niños en la pornografía y ha firmado (sin ratificar) el Protocolo facultativo de la Convención sobre los Derechos del Niño relativo a la participación de niños en los conflictos armados, pero Irán sigue sin firmar el Protocolo facultativo de la Convención sobre los Derechos del Niño relativo a un procedimiento de comunicaciones.
En 2016, Irán presentó sus informes periódicos tercero y cuarto combinados sobre la implementación de las provisiones del Comité de los Derechos del Niño.

### Implementación
El 3 de enero de 2010, Irán estableció el Organismo Nacional para la Convención de los Derechos del Niño (ONCDN) bajo el Ministro de Justicia El ONCDN es responsable de supervisar, organizar y coordinar todos los problemas relacionados con los derechos de los niños en Irán en un nivel nacional mediante los ministros y organizaciones no gubernamentales, y en un nivel local mediante el establecimiento de oficinas locales organizadas por gobernadores provinciales. El ONCDN ha establecido cuatro grupos especializados para asistirlos en sus mandatos de cumplimientos: el Grupo de Monitoreo y Control, el Grupo de Trabajo Legal y Judicial, el Grupo de Trabajo de Entrenamiento e Información, y el Grupo de Trabajo de Protección y Coordinación.
Mientras su establecimiento fue considerado un buen paso, la efectividad del ONCDN ha sido cuestionada por grupos externos. En particular, su falta de independencia y su poder limitado para influir en las políticas del gobierno fuera de una capacidad consultiva ha sido planteada. Actualmente no hay Instituto de Derechos Humanos en Irán con el poder de considerar quejas individuales y llevar a cabo investigaciones en nombre de los niños.

## Estado legal de los niños en Irán
Aunque la República Islámica de Irán ha ratificado el CDN, la ley en Irán opera y obtiene legitimidad sólo en un marco islámico, que implica que todas las leyes deben adaptarse a ciertos "criterios islámicos". El Comité de las Naciones Unidas ha instado a Irán en repetidas ocasiones sobre los derechos del niño para retirar su reservación de la convención, de acuerdo con el CDN, que establece que "una reservación incompatible con el objetivo y propósito de la Convención presente no debe ser permitida". Como consecuencia, los niños están sujetos a la forma arbitraria en la que las autoridades estatales interpretan como "criterios islámicos", a saber, el Parlamento (Majlis), el Líder Supremo y el Consejo Guardián.
Es posible para los niños presentar individualmente casos a la corte sobre abusos que han experimentado. Sin embargo, esto no aplica a casos criminales y los menores de 15 años usualmente necesitan presentar su caso mediante su guardián. De acuerdo con el Código Civil de la República Islámica de Irán, "La protección de la persona que está bajo tutela, así como su representación legal en todos los temas relacionados con sus propiedades y derechos financieros, están en custodia del tutor". Esto hace que sea difícil proveer justicia para cada niño cuando el perpetrador de las agresiones es el tutor, usualmente la madre. La Ley Iraní no tiene en cuenta al niño como un individuo con sus propios derechos y reconocimiento legal y por ende no respeta la Observación General N°12 (2009) en el CDN con respecto al derecho del niño de ser escuchado.
En 2013, más de 2,400 casos de secuestro infantil fueron reportados a la Asociación para la Protección de los Derechos del Niño en Irán. La Asociación de Defensa de los Derechos del Niño, que se encarga de la línea telefónica de consuelo, (Sedayeh Yara) dice que el 55 por ciento de los niños han sido víctimas de maltratos psicológicos y emocionales. De acuerdo con las estadísticas de Shirin Sadr Nuri, un miembro de la Asociación para la Protección de los Derechos del Niño, citando a la Agencia de Noticias ISNA, el 93 por ciento de los que contactaron a la asociación en 2013, fueron las madres de los niños, 3 por ciento fueron los niños mismos y el 2 por ciento provenían de los padres.

## Niños en el sistema de justicia

### Edad de responsabilidad criminal
Tomando en cuenta la definición de "niño", la tendencia de la ley internacional es de separar la niñez de la adultez a los 18 años de edad. Por ejemplo, el Comité de los Derechos del Niño ha mencionado que ningún individuo menor de 18 años de edad puede ser encarcelado. y no debe participar activamente en conflictos si es menor de 15. La edad de responsabilidad criminal está directamente conectada con la mayoría de edad. El 10 de febrero de 2012, el parlamento iraní cambió la polémica ley sobre la ejecución de jóvenes. En la nueva ley, los 18 años de edad (año solar) se consideran la edad mínima de adultez y los agresores menores de esta edad serán sentenciados bajo una ley diferente

### Castigo físico
El castigo físico en los niños no está permitido en ninguna guardería de acuerdo con el artículo 8 (23) de las Regulaciones Modificadas para el Establecimiento, Administración y Disolución de Todas las Formas de Guarderías  (2008). La misma ley aplica para correccionales juveniles. De hecho, de acuerdo con la Organización de Regulaciones Ejecutivas de las Prisiones, Corrección y Métodos de Seguridad (2005). "El comportamiento agresivo, abuso verbal del acusado y convictos o usar medidas disciplinarias severas e insultantes están prohibidos en todas sus formas en las instituciones y prisiones".
De acuerdo con la Constitución de Irán, "todas las formas de tortura con el propósito de obtener una confesión o adquirir información están prohibidas". ley que se adapta al Pacto Internacional de Derechos Civiles y Políticos. Sin embargo, ha habido algunos recientes reportes de tortura y maltrato de delincuentes juveniles, quienes fueron obligados a confesar mediante agresiones físicas. Uno de los casos más recientes fue reportado por Alireza Tajiki, quien fue arrestado a los quince años y encarcelado después de confesar bajo tortura sobre la violación y asesinato de su amigo, delitos de los que se retractaba constantemente en la corte..
Las palizas como castigo criminal es una práctica que sigue en uso en el Sistema de Justicia de la República Islámica de Irán. De acuerdo con la mayoría de edad establecida por la ley, las niñas mayores de nueve y los niños mayores a quince deben ser juzgados y castigados de acuerdo con el Código Penal Iraní, que también implica que el castigo físico por delitos sexuales, acusaciones falsas, uso del alcohol y daños. Por lo tanto, las niñas mayores de nueve años y los niños arriba de quince pueden sufrir torturas físicas.. Sin embargo, si se reconoce que los delincuentes "no están conscientes de la naturaleza de su crimen o de su prohibición, o si hay incertidumbre sobre su desarrollo mental completo", el castigo físico no puede ser aplicado y el criminal será detenido o multado. No obstante, para que el artículo 91 se tome en cuenta y se aplique, se requiere que un delincuente juvenil reclame su derecho a un nuevo proceso mediante el artículo mencionado. Los delincuentes menores a los 18 años de edad y sus familias usualmente no están conscientes de esta posibilidad y no pueden pagar un abogado que les informe sobre sus derechos, por lo que pocos de ellos piden un nuevo juicio

#### Castigo físico en los hogares
De acuerdo con el Código Civil Iraní, "un niño debe obedecer y respetar a sus padres sin importar su edad" y la ley permite el castigo corporal en el hogar en caso de desobediencia y para propósitos educativos, siempre y cuando el perpetrador es el tutor del niño. De acuerdo con el Código Civil Iraní, "los padres tienen el derecho de castigar a sus hijos, pero no deben abusar de tal derecho castigando a sus hijos mas allá de los límites de corrección". Además, el Código Penal Iraní menciona que "los actos cometidos por padres y tutores legales de menores y dementes para castigarlos o protegerlos, deben estar dentro de los límites habituales y religiosos para el castigo y la protección"

### Ejecución de delincuentes juveniles
La pena de muerte está actualmente en uso y el porcentaje de ejecuciones ha aumentado en un 300% entre 2008 y 2015. Irán también sostiene el récord mundial por la mayor cantidad de ejecuciones de delincuentes juveniles en un país. El porcentaje de ejecuciones de menores ha sustancialmente incrementado y luego disminuido en 2015. No obstante, a principios de 2016, 160 criminales estaban en el corredor de la muerte en Irán por crímenes que han cometido antes de cumplir los 18.
En 2016, el Comité de los Derechos del Niño insistió a Irán para acabar con la ejecución de niños y personas que han cometido algún crimen antes de la mayoría de edad. El 18 de octubre de 2017, varios expertos en derechos humanos de la ONU dijeron que "Irán seguía ejecutando menores de edad". Los expertos de la ONU deploraron las continuas ejecuciones de niños en Irán. Los expertos de la ONU dijeron que "Irán debe inmediata e incondicionalmente abolir la pena de muerte para niños y acoplarse a un proceso integral de conmutación de todas las sentencias de muerte dictadas contra niños, conforme a los estándares de justicia juvenil". Se reporta que Irán ha ejecutado al menos cuatro delincuentes juveniles entre enero y octubre de 2017, y al menos 86 más se encontraban en el corredor de la muerte en el momento, aunque los números reales pueden ser más altos.
Las razones por las que los delincuentes juveniles pueden ser objeto de pena de muerte han sido principalmente asesinato y violación, pero la "enemistad contra Dios" (moharebeh), robo y crímenes relacionados con las drogas también han sido razones de pena de muerte en jóvenes. Una tendencia reciente sobre la pena capital en la República Islámica de Irán es sobre mantener presos a los delincuentes menores de 18 años y ejecutarlos cuando alcancen dicha edad. Sin embargo, no hay obligación legal de acuerdo a cuáles ejecuciones deben ser atrasadas hasta que el delincuente alcance los dieciocho años.
La versión actualizada del Código Penal Iraní de 2013 incluye que los jóvenes entre los 15 y 18 años que hayan cometido crímenes que se pueden castigar de acuerdo al Tazir serán librados de ser ejecutados. En su lugar, serán objeto de detención de varias duraciones o multas de varios valores, dependiendo de la seriedad de los crímenes. No obstante, si el crimen cometido se categoriza en el Hadd o el Qisas, la ejecución para menores de edad se considera legítima. Aún en el caso del Hadd y Quisas, cuando se cree  que los delincuentes menores de edad no comprenden la gravedad del crimen, el Artículo 91 del Código Penal Iraní puede ser aplicado y el criminal puede quedar exento de pena de muerte.
El ahorcamiento es el método de ejecución más común en Irán y se lleva a cabo en prisiones o en público.
La lapidación ha sido limitada en la versión revisada del Código Penal Iraní (2013). No obstante, la nueva versión del código penal califica la lapidación como un castigo del Hadd. El artículo 225 establece que "el castigo de hadd por zina de un hombre y una mujer que cumplan las condiciones del ihsan debe ser la lapidación hasta la muerte"
A pesar de que la ONU ha condenado las ejecuciones como castigo criminal en Irán y ha resaltado la gravedad de las ejecuciones en público, la perpetración de esta práctica en Irán ha sido reportada
El 21 de febrero de 2019, un grupo de expertos en Derechos humanos de la ONU pidieron al régimen iraní que detenga la ejecución de Mohammad Kalhory, quien tenía 15 años cuando cometió un crimen

## Derechos civiles y políticos

### Discriminación de género
El artículo 20 de la constitución iraní garantiza la protección por igual a hombres y mujeres. No obstante, las leyes iraníes contienen varias prácticas que demuestran la discriminación de género en el país. Como se ha mencionado previamente, los Códigos Penales y Civiles Iraníes definen como niño(a) a los 9 años lunares para las mujeres y a los 15 años lunares para los varones. Esto provee menos años de protección a las niñas y les niega algunas protecciones establecidas por la Convención
El artículo 907 del Código Civil también discrimina en base al género, garantizando a los hombres herederos el doble que a las mujeres herederas en el caso de múltiples hijos. Además, el artículo 911 del Código Civil establece que en el caso de que un fallecido no tenga hijos sobrevivientes, sus herencias son entregadas a sus nietos de acuerdo a cuánto hubiesen heredado. Los niños de varones reciben más que los hijos de mujeres

### Ciudadanía y derecho de nacionalidad
La ley internacional iraní contiene principios del Ius sanguinis y Ius soli. La nacionalidad se obtiene por el padre, lo que quiere decir que los hijos de madres iraníes y padres no iraníes presentan dificultades al adquirir la nacionalidad iraní
Reconociendo esto, en el Tercer Reporte Periódico del CDN, el gobierno iraní señaló la Ley del Artículo Único sobre la decisión de la nacionalidad de los niños nacidos como resultado del matrimonio de mujeres iraníes y hombres extranjeros, que menciona que un niño nacido en Irán "como resultado del matrimonio entre una mujer iraní con un hombre de distinta nacionalidad, debe aplicar a la nacionalidad iraní al alcanzar los 18 años de edad". Esto se le otorgaría al niño siempre y cuando éste no tenga antecedentes penales o de seguridad, y que renuncie a cualquier otra nacionalidad. Los Majlis iraníes estiman que la ley asistiría a aproximadamente 120,000 niños en el "limbo de ciudadanía".
Esta ley ha sido criticada por no proteger suficientemente los derechos de los niños. Muchos padres no iraníes son migrantes o refugiados afganos o iraquíes no documentados. Las leyes iraníes requieren que una mujer iraní reciba permiso para casarse con un nacional extranjero, y como los solicitantes de asilo no suelen estar legalmente registrados, sus matrimonios no pueden registrarse tampoco, y por ende, sus hijos no pueden recibir actas de nacimiento.

### Educación
La constitución de la República Islámica de Irán declara que el gobierno es responsable de ofrecer educación gratuita hasta la escuela secundaria para todos los ciudadanos . El gobierno central, mediante el ministro de Educación, es responsable de financiar y administrar educación K-12. Supervisa exámenes nacionales, monitorea normas, organiza planes de estudios y el entrenamiento de profesores, produce material educacional, y mantiene y desarrolla la infraestructura. Las autoridades provinciales y oficinas de distrito supervisan la educación a nivel local
Irán gasta más en la educación que el promedio internacional. De acuerdo con la UNESCO, de todos los gastos del gobierno Iraní, el 17% se van hacia la educación, un número relativamente alto comparado con el promedio internacional de 14.3%
El matrimonio prematuro contribuye en gran parte a la tasa de abandono escolar, ya que las regulaciones iraníes limitan el acceso a la escuela para niños casados, quienes sólo pueden asistir a exámenes finales y no son elegibles para atender clases o escuelas de horario nocturno

## Trabajo infantil
El Derecho Laboral en Irán prohíbe que los niños menores de 15 trabajen.. Los niños entre los 15 y 18 años de edad (referidos como "trabajadores juveniles") están obligados a someterse a exámenes médicos regulares por el ministro de Trabajo para ser elegibles para participar en el labor. Además, los empleados tienen prohibido asignar a los jóvenes a tiempo extra de trabajo, turnos de trabajo, o trabajos arduos y/o peligrosos. Sin embargo, el Derecho Laboral permite que los negocios con menos de 10 miembros de personal sean exentos de ciertas provisiones de la ley, incluyendo requisitos de máximas horas laborales, pago por tiempo extra y beneficios de invalidez. Irán ha ratificado el Convenio sobre la prohibición de las peores formas de trabajo infantil de la Organización Internacional del Trabajo
A pesar de algunas salvaguardas judiciales para prevenir la explotación infantil, Irán ha recibido críticas por los altos números de niños trabajadores, y muchos casos de explotación han sido reportados por organizaciones de derechos humanos Las cifras sobre el número de niños y jóvenes trabajadores pueden variar. De acuerdo con el consenso nacional de 2011, más de 900,000 niños de entre 6 y 14 años no estaban en escuelas. Las razones más comunes de esto fueron principalmente por trabajo infantil (y matrimonio prematuro, como se mencionó previamente). No hay datos oficiales sobre la cantidad de trabajadores juveniles, teniendo el consenso nacional de 2011 como la información más reciente al respecto. De acuerdo con tal consenso, ha habido 68,558 niños trabajadores entre los 10 y 14 años, y 696,700 entre los 15 y 18 años de edad. De acuerdo con el Consejo Nacional de Resistencia de Irán, alrededor de 3.1 millones de menores iraníes no están en una escuela, siendo la mitad de ellos trabajadores
En el consenso oficial de Irán en 1966, más del 4% de la población trabajadora eran niños entre 10 y 14 años. En estas estadísticas, la población de Irán era de 14.5 millones de personas, así que el número de niños trabajadores entre los 10 y 14 años, que era del 4%, es alrededor de 600,000. En 1966, había alrededor de 380,000 niños en Irán entre esta edad que tenían trabajos arreglados
Muchos niños en distintas ciudades también están involucrados como vendedores. Los padres de dichos suelen ser drogadictos y por ende estos niños son objeto de explotación y abuso sexual

## Tráfico de niños
Irán se usa como fuente, tránsito y destino de tráfico sexual de menores. Las niñas iraníes son más vulnerables al tráfico, situación que se ha dicho que se debe en cierta parte a la pobreza y leyes del gobierno que excluyen a las mujeres. La mayoría de los trabajos están ocupados por hombres, ya que solo el 15% de las mujeres laboran.
Se dice que las niñas que han escapado son especialmente vulnerables al tráfico y prostitución. En una entrevista de la BBC en 2005, el Doctor Hadi Motamedi, jefe de la Unidad de Prevención de Enfermedades Sociales del Ministro de Salud, dijo que una mayor parte de las chicas fugitivas sufren alguna violación en las primeras 24 horas. De acuerdo con el Doctor Motamedi, la mayoría de estas víctimas de violación son rechazadas al momento de regresar con sus familias. Los refugios para fugitivos también se han convertido en una fuente para vender y prostituir niños. De acuerdo con el presidente del poder judicial de la Provincia de Teherán, los traficantes usualmente se inclinan por chicas entre 13 y 17 años de edad, aunque ha habido reportes de niñas entre 8 y 10 años siendo traficadas y también se ha sabido sobre infantes siendo traficados en Irán.

## Matrimonio infantil
Actualmente, la edad mínima de matrimonio para las mujeres es de 13 años lunares, mientras los varones no se pueden casar antes de los 15 años lunares. Aun así, un hombre puede presentar una petición a la corte para casarse con una niña menor de la edad mencionada, siempre y cuando su tutor autorice tal matrimonio. De acuerdo con el Código Civil de Irán, después de los 13 años lunares, las vírgenes que se casen por primera vez necesitan únicamente del permiso de un padre o un abuelo. Anteriormente, la edad mínima de matrimonio era de 15 años para las mujeres y 18 años para los hombres, y en circunstancias especiales, con un certificado de la corte, las chicas de 13 años y chicos de 15 podían casarse; Por ende, el matrimonio antes de los 13 años de edad estaba completamente prohibido
La ley de Protección de Niños sin Tutor, adoptada por Irán en 1975 sufrió cambios en 2013. En la nueva versión, el artículo 27 establece que "si la cabeza de una familia quiere casarse con la niña adoptada, él debe enviar los detalles de la niña a la corte para su aprobación. Si el matrimonio ya ha sucedido, la Organización del Estado de Welfare debe reportarlo a la corte, sobre el cual se debatirá y se definirá sobre la continuación del cuidado por la misma familia, o su cancelación".
De acuerdo con las estadísticas de la UNICEF, entre 2008 y 2014, el 3% de los adolescentes iraníes se han casados a los 15 años y el 17% de ellos a sus 18 años de edad. Las estadísticas de 2010 demuestran que 43,457 casos de niños menores de 15 años han sido oficialmente casados. El 90 por ciento de las estadísticas se basan en chicas jóvenes, aunque algunas investigaciones muestran que la cantidad de niños en matrimonios no se limita a dichas estadísticas, ya que los niños en áreas rurales han estado casados por varios años sin un matrimonio formal. Además, de acuerdo a las estadísticas en 2012, hay aproximadamente 37,000 niños entre 10 y 18 años que han sido divorciados o han quedado viudos. Cada año, 800 niñas entre los 10 y 14 años de edad y 15,000 chicas entre los 15 y 19 años están divorciadas en Irán. La pobreza y creencias religiosas son las principales causas de estos matrimonios. En la mayoría de los casos, la familia del yerno paga por la familia de la novia, quienes son usualmente muy pobres para casarse con su hija menor de edad. Las implicaciones del matrimonio infantil incluyen incremento del analfabetismo, maltrato entre mujeres, poligamia y fenómenos conyugales